# Prince Charming (Đức mùa 4)
Mùa thứ tư của chương trình truyền hình thực tế Prince Charming được công chiếu vào ngày 29 tháng 9 năm 2023 trên kênh RTL+. Prince Charming mùa thứ tư là giám đốc công ty internet Fabian Fuchs, 33 tuổi.
Mùa giải kết thúc vào ngày 1 tháng 12 năm 2023, và Sebastian là người chiến thắng. Trong buổi hội ngộ, Fuchs và Sebastian nói không bên nhau.

## Quay phim
Mùa thứ tư của Prince Charming được quay trên đảo Rhodes của Hy Lạp.

## Các thí sinh
Mùa giải này có 21 thí sinh.
| Tên                 | Tuổi | Quê quán           | Kết quả   | Hạng          |
| ------------------- | ---- | ------------------ | --------- | ------------- |
| Sebastian           | 23   | Bielefeld          | Quán quân | 1             |
| Tim Hornbyl         | 25   | Luzern, Thụy Sĩ    | Á quân    | 2             |
| Dennis S.           | 27   | Bergisch Gladbach  | Tuần 8    | 3–4           |
| Philippe Van Thomas | 29   | St. Vith, Bỉ       | Tuần 8    | 3–4           |
| Alexander           | 31   | Duisburg           | Tuần 7    | 5             |
| Leon                | 22   | Maastricht, Hà Lan | Tuần 7    | 6–7 (bỏ cuộc) |
| Dennis O.           | 28   | Berlin             | Tuần 7    | 6–7 (bỏ cuộc) |
| Nico                | 25   | München            | Tuần 6    | 8             |
| Joel                | 24   | Essen              | Tuần 6    | 9 (bỏ cuộc)   |
| Manuel B.           | 34   | Mainz              | Tuần 5    | 10-11         |
| Marcus              | 27   | München            | Tuần 5    | 10-11         |
| Alessandro          | 29   | Dottikon, Thụy Sĩ  | Tuần 4    | 12–14         |
| Marcel              | 24   | Hamburg            | Tuần 4    | 12–14         |
| Srira               | 29   | Köln               | Tuần 4    | 12–14         |
| Jonny               | 26   | München            | Tuần 3    | 15–16         |
| Sam                 | 23   | Köln               | Tuần 3    | 15–16         |
| Alex                | 31   | Berlin             | Tuần 2    | 17–18         |
| Phil                | 25   | Berlin             | Tuần 2    | 17–18         |
| Manuel K.           | 33   | Köln               | Tuần 1    | 19–21         |
| Niko                | 23   | Berlin             | Tuần 1    | 19–21         |
| Thomas              | 33   | Salzburg, Áo       | Tuần 1    | 19–21         |

## Kết quả
| Hạng  | Thí sinh   | Tập/Tuần | Tập/Tuần | Tập/Tuần | Tập/Tuần | Tập/Tuần | Tập/Tuần | Tập/Tuần | Tập/Tuần | Tập/Tuần |  |
| Hạng  | Thí sinh   | 1        | 2        | 3        | 4        | 5        | 6        | 7        | 8        | 9        |  |
| ----- | ---------- | -------- | -------- | -------- | -------- | -------- | -------- | -------- | -------- | -------- |  |
| 1     | Sebastian  | QUA      | QUA      | QUA      | QUA      | QUA      | QUA      | QUA      | QUA      | THẮNG    |  |
| 2     | Tim        | QUA      | QUA      | QUA      | QUA      | QUA      | QUA      | QUA      | QUA      | LOẠI     |  |
| 3–4   | Dennis S.  | QUA      | QUA      | QUA      | QUA      | QUA      | QUA      | QUA      | LOẠI     |          |  |
| 3–4   | Philippe   | QUA      | QUA      | QUA      | QUA      | QUA      | QUA      | QUA      | LOẠI     |          |  |
| 5     | Alexander  | QUA      | QUA      | QUA      | QUA      | QUA      | QUA      | LOẠI     |          |          |  |
| 6–7   | Leon       | QUA      | QUA      | QUA      | QUA      | QUA      | QUA      | RÚT      |          |          |  |
| 6–7   | Dennis O.  | QUA      | QUA      | QUA      | QUA      | QUA      | QUA      | RÚT      |          |          |  |
| 8     | Nico       | QUA      | QUA      | QUA      | QUA      | QUA      | LOẠI     |          |          |          |  |
| 9     | Joel       | QUA      | QUA      | QUA      | QUA      | QUA      | RÚT      |          |          |          |  |
| 10–11 | Manuel B.  | QUA      | QUA      | QUA      | QUA      | LOẠI     |          |          |          |          |  |
| 10–11 | Marcus     | QUA      | QUA      | QUA      | QUA      | LOẠI     |          |          |          |          |  |
| 12–14 | Alessandro | QUA      | QUA      | QUA      | LOẠI     |          |          |          |          |          |  |
| 12–14 | Marcel     | QUA      | QUA      | QUA      | LOẠI     |          |          |          |          |          |  |
| 12–14 | Srira      | QUA      | QUA      | QUA      | LOẠI     |          |          |          |          |          |  |
| 15–16 | Jonny      | QUA      | QUA      | LOẠI     |          |          |          |          |          |          |  |
| 15–16 | Sam        | QUA      | QUA      | LOẠI     |          |          |          |          |          |          |  |
| 17–18 | Alex       | QUA      | LOẠI     |          |          |          |          |          |          |          |  |
| 17–18 | Phil       | QUA      | LOẠI     |          |          |          |          |          |          |          |  |
| 19–21 | Manuel K.  | LOẠI     |          |          |          |          |          |          |          |          |  |
| 19–21 | Niko       | LOẠI     |          |          |          |          |          |          |          |          |  |
| 19–21 | Thomas     | LOẠI     |          |          |          |          |          |          |          |          |  |

     Thí sinh theo nhóm hẹn hò với Prince
     Thí sinh theo nhóm hẹn hò, sau đó hẹn hò một mình với Prince
     Thí sinh hẹn hò một mình với Prince
     Thí sinh ngủ qua đêm với Prince
     Thí sinh bỏ cuộc
     Thí sinh bị loại
     Thí sinh về nhì
     Thí sinh chiến thắng